# Lepyrodia leptocaulis
Lepyrodia leptocaulis là một loài thực vật có hoa trong họ Restionaceae. Loài này được L.A.S.Johnson & O.D.Evans mô tả khoa học đầu tiên năm 1963.